# The Midnight Man (cinessérie)

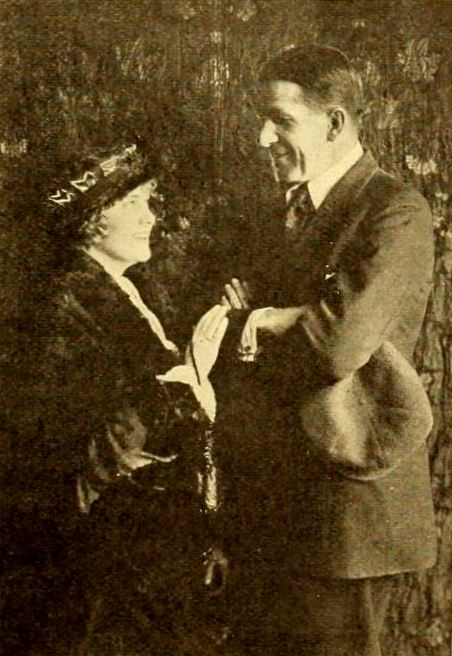
Cena do seriado, com Kathleen O'Connor e James J. Corbett.

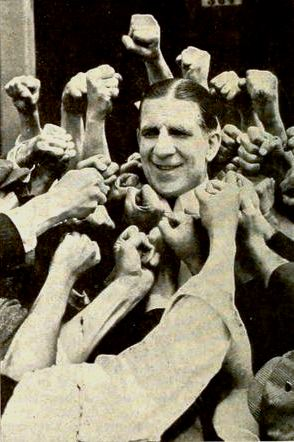
The Midnight Man (1919), com James J. Corbett, pg 1988 de 28 de junho de 1919, Moving Picture World.

The Midnight Man, também conhecido, no Reino Unido, como The Mystery Man, é um seriado estadunidense de 1919, dirigido por James W. Horne, em 18 capítulos, estrelado por James J. Corbett e Kathleen O'Connor. O seriado foi produzido e distribuído pela Universal Pictures e estreou nos cinemas dos Estados Unidos em 1 de setembro de 1919.
Este seriado é considerado perdido.
O filme foi estrelado pelo pugilista, campeão mundial de box, James J. Corbett,  que atuou em alguns filmes da época.

## Elenco
- James J. Corbett - Bob Gilmore
- Kathleen O'Connor - Nell
- Joseph W. Girard - Morgan
- Frank Jonasson - John Gilmore
- Joseph Singleton - Arnold
- Orrall Humphrey - Ramah
- Georgia Woodthorpe - Martha
- William Sauter - Hargreaves
- Noble Johnson - Spike
- Sam Polo
- Montgomery Carlyle
- Ann Forrest

## Capítulos
1. Cast Adrift
2. Deadly Enemies
3. Ten Thousand Dollars Reward
4. At Bay
5. Unmasked
6. The Elevator Mystery
7. The Electric Foe
8. Shadow of Fear
9. The Society Hold-up
10. The Blazing Torch
11. The Death Hide
12. The Tunnel of Terror
13. A Fight to a Finish
14. The Jaws of Death
15. The Wheel of Terror
16. Hurled from the Heights
17. The Cave of Destruction
18. A Wild Finish

Fonte:

## Seriado no Brasil
The Midnight Man estreou no Brasil em 1927, no Teatro Guarani, em São Paulo, sob o título "O Homem da Meia Noite".